# Hieronymus Simons van Alphen

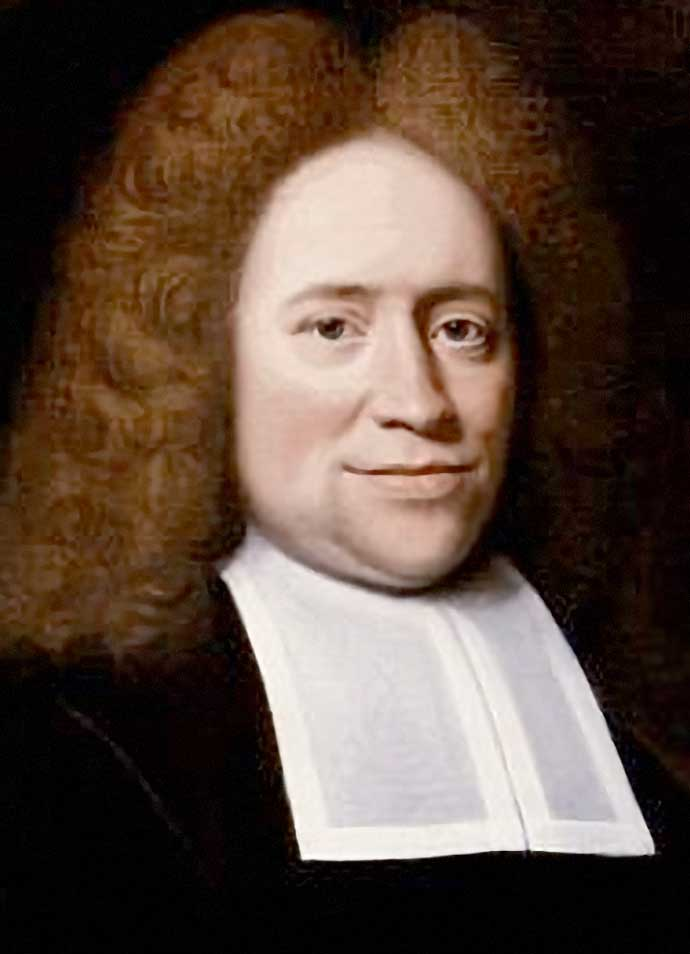
Hieronymus Simons van Alphen

Hieronymus Simons van Alphen (auch: Hieronymus Simonsz van Alphen; * 23. Mai 1665 in Hanau; † 7. November 1742 in Utrecht) war ein deutscher reformierter Theologe.

## Leben
Der Sohn des Kaufmanns und Bürgermeisters Hieronymus Simons van Alphen und dessen Frau Catharina van der Cruyse stammte aus einer niederländischen Familie, die sich in Deutschland angesiedelt hatte. Nach dem Besuch der Schule seiner Heimatstadt studierte er 1681 an der Universität Leiden, wo er die theologische Fakultät bei Friedrich Spanheim (1632–1701) und Christopher Wittichius (1625–1687) besuchte. Seine Studien setzte er fünf Jahre später 1686 an der Universität Franeker bei Johannes van der Waeijen (1639–1701), Hermann Alexander Roëll und Campegius Vitringa dem Älteren fort. 1687 wurde er Pfarrer in Warmond, einem Dorf bei Leiden, und 1691 Pfarrer in Zutphen. 1693 ging er in gleicher Eigenschaft nach Amsterdam.
Nach seiner Berufung am 5. November 1714 an der Universität Utrecht zum Professor der Theologie und der Promotion am 11. Januar 1715 dort zum Doktor der Theologie trat am 25. Februar 1715 das Amt an. Damit verbunden wurde ihm auch eine Pfarrstelle an der Utrechter Domkirche übertragen. Als orthodoxer Dogmatiker und Exeget hatte er sich in seiner Zeit Achtung erworben. Zudem stiftete er eine Anzahl von Stipendien für ungarische und deutsche Studenten. Er beteiligte sich auch an den organisatorischen Aufgaben der Utrechter Akademie und war in den Jahren 1717/18 sowie 1733/34 Rektor der Alma Mater. Nach seinem Tod hielt ihm Arnold Drakenborch am 25. März 1743 die Gedenkrede.
Alphen war drei Mal verheiratet. Seine erste Ehe mit Judith van der Maerschen (1692–1696) blieb kinderlos. Aus der zweiten Ehe mit Martina Biler (1698–1719), Tochter eines Kaufmanns in Amsterdam, stammen zwei Söhne und zwei Töchter. Der Sohn Hieronymus van Alphen (* 7. Mai 1700; † 22. April 1758) wurde Pfarrer in Amsterdam und Leeuwarden und Johann von Alphen (1710–1750) wurde Advokat in Utrecht. Seine dritte Ehe schloss er mit Cornelia van den Togt (1721–1730), Witwe des Stadtrates und Bürgermeisters von Utrecht Caspar van Roijen. Die Ehe blieb ebenfalls kinderlos.

## Werke
- Lijkrede op G. Anslaar uit Hebreën XIII:7. Amsterdam 1694
- Oeconomia catechesis Palestinae; Tabulae analyticae exhibentes ea quae ad methodum concionandi spectant; Lijkrede op G. Anslaar. Amsterdam 1694
- Verklaring over het IX. Kapittel van Daniëls Boek. Amsterdam 1716
- Over de twee brieven van Paulus aan de Corinthen. Utrecht 1732. 2. Bde.
- Specimina analytica in epistolas Pauli quinque, ratione ordinis temporis, quo scriptae sunt, priores.
- Specimen analyticum in Epistolam Pauli ad Ephesios.
- Over den eersten Brief van Petrus, met de Bijlagen. Amsterdam 1734. 2. Bde.
- Specimina analytica in epistolas Pauli quinque, ratione ordinis temporis, quo scriptae sunt priores; Specimen analyticum in Epist. Pauli ad Ephesios; Verklaring over het lied van Mozes en over Ps. 21, 47, 111 en 112. Amsterdam 1735
- Redevoering over de Drieëenheit. Amsterdam 1734
- Oeconomia Catechesis Palatinae.
- Over de CXI Psalm. Amsterdam 1735
- Ontledende verklaring en aanmerkingen over Psalm XXI en XLI, XLVII en CXII, mitsgaders over het Lied van Mozes Deut. XXXV. Amsterdam
- Redevoering over het Jubelfeest te Utrecht.
- Over de Brief aan de Thessalonicensen. Utrecht 1741